# Карп Веријски
Карп је био један од седамдесеторо апостола; следбеник и пратилац апостола Павла, од кога је постављен за епископа Верије Трачке. Међутим проповедао је Јеванђеље и на Криту где га је примио у свој дом свети Дионисије Ареопагит. О њему сведочи свети Дионисије, да је био човек необично чистог ума, кротости и незлобивости; да му се у визији јавио сам Господ Исус с ангелима Својим, и да никад није почињао свету литургију док претходно није имао небеско виђење. Убијен је од стране Јевреја.
Српска православна црква слави га 26. маја по црквеном, а 8. јуна по грегоријанском календару.